# Initiative populaire « pour le renvoi effectif des étrangers criminels »
L'initiative populaire  « Pour le renvoi effectif des étrangers criminels », sous-titrée « initiative de mise en œuvre », est une initiative populaire fédérale suisse, rejetée par le peuple et les cantons le 28 février 2016.

## Contenu
L'initiative ne propose aucune modification de la Constitution fédérale elle-même, mais demande l'ajout d'un chiffre 9 à l'article 197 des dispositions transitoires «  en vue d'assurer le renvoi effectif des étrangers criminels ». Ces dispositions précisent les modalités selon lesquelles un étranger doit être expulsé du territoire suisse à la suite d'une ou plusieurs condamnation(s) ainsi que la durée de l'interdiction d'entrée dans le pays pour une durée allant de 5 à 15 ans.
À noter que le texte original précisait, à l'article 197, chiffre 9, alinéa 1, paragraphe IV : « Les dispositions qui régissent l'expulsion du territoire suisse et leurs modalités d'exécution priment les normes du droit international qui ne sont pas impératives. Par normes impératives du droit international, s'entendent exclusivement l'interdiction de la torture, du génocide, de la guerre d'agression, de l'esclavage ainsi que l'interdiction de refouler une personne vers un État où elle risque d'être torturée ou tuée. ». La seconde phrase de ce paragraphe a été déclarée non valable par l'Assemblée fédérale et n'a donc pas été soumise au vote.
Le texte complet de l'initiative peut être consulté sur le site de la Chancellerie fédérale.

## Déroulement

### Contexte historique
Le 28 novembre 2010, l'initiative populaire « Pour le renvoi des étrangers criminels » était acceptée en votation populaire. Cette initiative demandait que les étrangers «  jugés coupables d'infractions graves ou d'avoir perçu abusivement des prestations des assurances sociales » soient expulsés de Suisse et interdits d'entrée sur le territoire national. Elle octroyait 5 ans au Parlement fédéral pour dresser la liste des infractions entraînant une mesure d’expulsion et adapter les lois correspondantes. En décembre 2012, les initiants déposent cette nouvelle initiative allant dans le même sens, alors que le délai n'était pas écoulé et que les travaux parlementaires étaient en cours.
En mars 2015, soit dans les délais fixés par la première initiative, le Parlement fédéral a accepté les modifications législatives correspondantes. Le référendum n’ayant pas été demandé, la mise en œuvre de l’initiative
sur le renvoi est donc active avant la votation sur cette seconde initiative.

### Récolte des signatures et dépôt de l'initiative
La récolte des 100 000 signatures débute le 24 juillet 2012. L'initiative est déposée le 28 décembre 2012 à la Chancellerie fédérale, qui constate son aboutissement le 5 février de l'année suivante.

### Discussions et recommandations des autorités
Le Conseil fédéral et le parlement recommandent tous deux de refuser cette initiative. Le premier, dans son message aux chambres, relève que cette initiative n'est pas nécessaire (au vu du délai pour la mise en œuvre de l’initiative sur le renvoi et met en avant plusieurs problèmes que poserait l'automatisme de l'expulsion proposé par l’initiative, parmi lesquels un déni du principe de la proportionnalité et un non-respect des exigences posées par l'accord sur la libre circulation des personnes conclu avec l'Union européenne.
Le Parlement, de son côté, relève que cette initiative le court-circuite en édictant des lois et qu'elle « vise à restreindre considérablement les compétences des tribunaux ».

### Votation
Soumise à la votation le 28 février 2016, l'initiative est refusée par une majorité de 20 cantons, et par 58,9 % des suffrages exprimés. 

#### Résultats
| Pour                          | 1 375 098 | 41,1 | 27 059 | 10 445 | 3 379 567 | 5 302 797 | 63,73 | 3  | 3 | Rejetée |
| Contre                        | 1 966 965 | 58,9 | 27 059 | 10 445 | 3 379 567 | 5 302 797 | 63,73 | 17 | 3 | Rejetée |
| Source: Gouvernement Suisse 1 |           |      |        |        |           |           |       |    |   |         |

#### Résultats par cantons
Le tableau ci-dessous détaille les résultats par canton :